# رينان روتشا
رينان روتشا (بالبرتغالية: Renan Rocha‏) هو لاعب كرة قدم برازيلي في مركز حراسة المرمى، ولد في 25 مارس 1987 في بيراسيكابا في البرازيل. لعب مع أتلتيكو باراناينسي ونادي بوتافوغو اس بي ونادي ريو برانكو ونادي سانتوس ونادي فيتوريا.